# Potamilla corcovadensis
Potamilla corcovadensis är en ringmaskart som beskrevs av Hartmann-Schröder 1965. Potamilla corcovadensis ingår i släktet Potamilla och familjen Sabellidae. Inga underarter finns listade i Catalogue of Life.